# Richard Roll
Richard Roll (* 31. Oktober 1939) ist ein US-amerikanischer Wirtschaftswissenschaftler und Hochschullehrer.

## Werdegang, Forschung und Lehre
Roll studierte zunächst Luftfahrtingenieurswesen an der Auburn University, die er 1961 als Bachelor verließ. Anschließend arbeitete er für Boeing in Seattle. An der dortigen University of Washington graduierte er 1963 als MBA. An der Graduate School of Business der University of Chicago absolvierte er bis 1968 sein Ph.D.-Studium. Seine unter dem Titel „The Behavior of Interest Rates: An Application of the Efficient Market Model to U.S. Treasury Bills“ veröffentlichte Abschlussarbeit wurde 1969 mit dem Irving-Fisher-Preis für die beste Dissertation in Wirtschaftswissenschaften ausgezeichnet.
Nach Abschluss seiner Ausbildung nahm Roll eine Position als Assistant Professor an der Carnegie Mellon University wahr. 1973 wechselte er als Professor an das European Institute for Advanced Studies in Management nach Brüssel, ehe er 1975 an das Institut supérieur des affaires nach Jouy-en-Josas in der Nähe von Paris weiterzog. Ein Jahr später kehrte er in sein Heimatland zurück und schloss sich der Fakultät für Wirtschaftswissenschaften an der UCLA an. Neben seiner wissenschaftlichen Tätigkeit arbeitete er zudem als Berater sowie im Bankenbereich. Zudem engagierte er sich auch bei verschiedenen Wissenschaftsorganisationen. 1987 saß er als Nachfolger des späteren Nobelpreisträgers Robert Carhart Merton der American Finance Association als Präsident vor.
Rolls wissenschaftlicher Schwerpunkt liegt im Bereich der Portfoliotheorie, des Investmentmanagements und der Unternehmensbewertung. Bei zahlreichen Publikationen preisgekrönter Wissenschaftler wie dem Nobelpreisträger Eugene Fama, Michael Jensen, Stephen Ross oder Kenneth French wirkte er als Co-Autor mit.

## Werke
Die folgende Auflistung gibt von Roll teilweise gemeinschaftlich veröffentlichte Bücher wieder, zudem hat er zahlreiche Zeitschriftenartikel und Arbeitspapiere verfasst.
- The Behavior of Interest Rates: An Application of the Efficient Market Model to U.S. Treasury Bills (1970)
- Systeme Monetaire International et Risque de Change mit Bruno Solnik (1978)
- Nominal Interest Rates and Loan Volume with Heterogeneous Beliefs (1997)
- Common Determinants of Liquidity and Trading Activity mit Tarun Chordia und Avanidhar Subrahmanyam (2001)
- The Financial Sector in India: Emerging Issues mit Rajesh Chakrabarti (2006)